# Fermín Penzol
Fermín Luis Fernández Penzol-Labandera o Fermín Penzol (Sahagún (León), 19 de agosto de 1901-Santiago de Compostela, 5 de marzo de 1981) fue un bibliófilo especializado en el galleguismo.

## Trayectoria

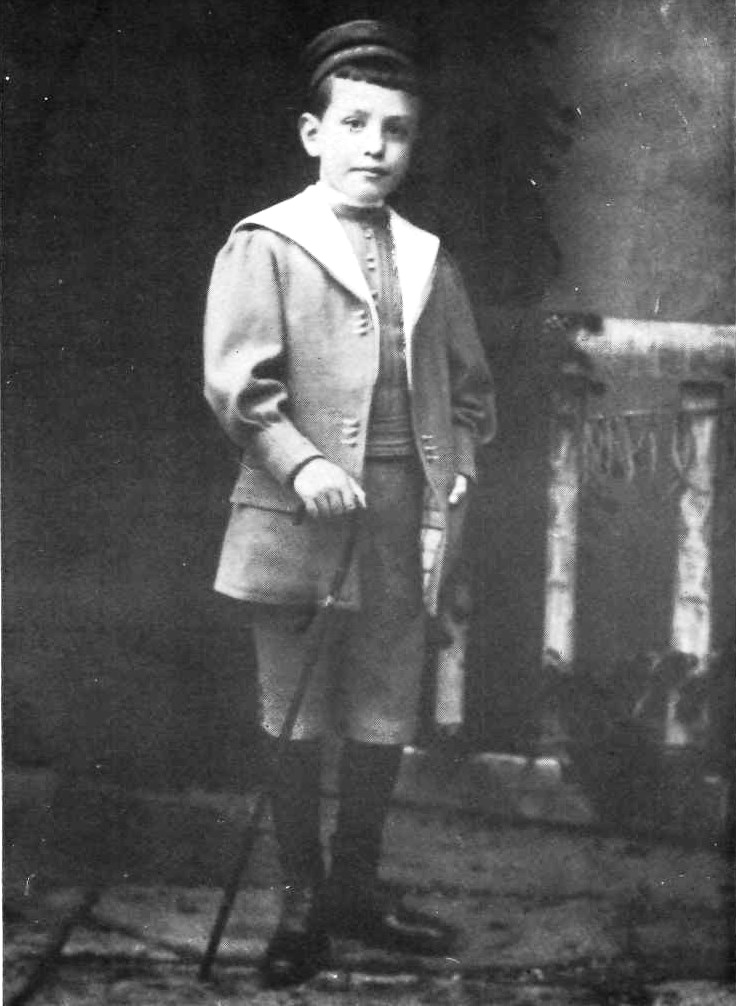
Fermín Penzol de niño

Es hijo único de Indalecio Fernández López, natural de Ponferrada, y María Asunción Penzol-Labandera de Castropol, pueblo al que estuvo ligado toda su vida. Nace en Sahagún, donde su padre ejercía de juez, aunque, a los pocos meses de vida la familia se traslada a Mondoñedo, y posteriormente a Pontevedra, donde Fermín cursa estudios de bachillerato. Después la familia vuelve a trasladarse, esta vez a Madrid, donde Fermín estudia Derecho.
En su época de estudiante universitario inicia su vinculación a las Irmandades da Fala y el nacionalismo gallego, sintiéndose especialmente cercano a las tesis de Vicente Risco, aunque tenía gran amistad con Antón Villar Ponte. En Madrid se forma un núcleo galleguista, reflejo de las Irmandades, en cuya aglutinación Penzol es pieza fundamental y permanente. A partir de ese núcleo inicial, en 1921 y con el apoyo de Salvador Mosteiro Pena, organiza el grupo “Mocedade Céltiga” del que Penzol es presidente. Es en esta etapa de su vida universitaria cuando Fermín Penzol inicia la que, con el tiempo, se convertiría en una importante colección de libros, folletos, revistas y manuscritos.
En 1931 Penzol, ya Registrador de la Propiedad, está con frecuencia en Madrid, y asiste con cierta asiduidad a la tertulia que tienen en el "Regina" Castelao, Otero Pedrayo, Villar Ponte y Suárez Picallo. Es entonces cuando, al tener noticia de la fundación del Partido Galleguista (1931), se pone en contacto con Alexandre Bóveda, con quien colaboraba, y se afilia.
En diciembre de 1948 se casa con Blanca Jiménez Alonso, natural de Ribadeo y veinticinco años más joven que él. El matrimonio no tiene hijos. Desde 1951 hasta 1980 es Presidente del Club de Mar de Castropol, localidad en la que disponía de una segunda residencia y pasaba largas temporadas.
Durante el franquismo mantiene un estrecho contacto con Ramón Piñeiro y Francisco Fernández del Riego, junto a los cuales, en 1950, forma parte del equipo fundador de la Editorial Galaxia.
En 1963 se crea en Vigo, a partir de los fondos de su biblioteca, la Fundación Penzol - un centro de estudios y documentación acerca de la lengua y la literatura gallega - inaugurado el 5 de mayo de 1963 con una conferencia del profesor Manuel Rodrigues Lapa. En su creación colaboran, entre otros, los galleguistas Francisco Fernández del Riego, Ramón Piñeiro, y los empresarios Antonio Fernández López y Álvaro Gil Varela.
El fondo inicial de la fundación, que consistió en 7.751 libros, 6.012 folletos y muchas revistas periódicas, manuscritos y documentos, se fue ampliando convirtiéndose en la actualidad en una de las mayores colecciones de folletos, libros, documentos, periódicos, revistas, cartas y manuscritos de la historia reciente de Galicia.
En 1971 recibe el Pedrón de Ouro, el mismo año en que se jubila como registrador de la propiedad en Barcelona.
En 1973 se convierte en miembro de honor de la Real Academia Galega.
Poco antes de su muerte hace depositaria de su legado a la Editorial Galaxia, que asume el mantenimiento de la Fundación Penzol.
Fermín Penzol fallece en Santiago en 1981 y está enterrado en el cementerio parroquial de la villa de Castropol.
Tras el fallecimiento de Fermín, su mujer, Blanca Jiménez, que le había ayudado de forma entusiasta en su labor como bibliófilo, asume la presidencia de la Fundación Penzol, y como tal, la representación de la Fundación en el plenario del Consello da Cultura Galega entre 2001 y 2008.